# 대동맥염
대동맥염(aortitis)은 대동맥 벽에 발생하는 염증이다. 잠재적으로 생명을 위협할 수 있으며 드물게 발병한다. 미국과 유럽에서 100만 명당 연간 1-3건의 새로운 대동맥염 사례가 있다고 보고된다. 대동맥염은 10~40세의 사람들에게 가장 흔하다.

## 원인
대동맥염에서 발생하는 염증에는 외상, 바이러스 감염, 세균 감염(특히 매독으로 인한 매독 대동맥염), 특정 면역 장애나 결합조직 질환을 비롯한 여러 가지 가능한 원인이 있다.
대동맥염은 매독, 자가면역혈관염(거세포성동맥염(GCA), 다카야스 동맥염), 류마티스성 다발근통, 류마티스 관절염 환자에서 가장 흔하게 나타난다. 최근에는 IgG4 관련 질환이 대동맥염과 대동맥주위염(periaortitis, 대동맥 주변을 둘러싸고 있는 염증)의 원인으로 밝혀지고 있다.
대동맥염이나 관련 장애는 부위마다 다양한 증상이 있다. 환자가 인지하는 몇 가지 증상은 발열, 오한, 근육통, 권태(일반적인 불편함)이다. 또한 고혈압이 발생할 수 있다. 고혈압은 콩팥동맥이 좁아지고 대동맥과 대동맥 가지의 탄력이 감소할 때 발생한다. 또한 살모넬라 감염에 의해 유발될 수 있다.

## 진단
대동맥염의 진단은 신체검사와 환자의 병력 기록으로 시작된다. 자기공명혈관조영술, 도플러 초음파 검사, 양전자 방출 단층촬영(PET)과 같은 영상 검사를 이용하여 혈관과 혈류를 관찰하고 염증 부위를 강조하여 나타낼 수 있다. 일반적으로 환자가 겪고 있는 증상과 대동맥 영상을 바탕으로 진단한다.

## 치료
대동맥염의 치료는 근본 원인에 따라 다르다. 감염성 대동맥염이 의심되는 경우 초기 치료는 가장 가능성 있는 병원체에 대한 광범위한 항균 범위를 갖는 항생제를 정맥 주사하는 것이다. 반면 대혈관 혈관염으로 인한 비감염성 대동맥염에서는 면역억제 요법이 일차 치료법이 된다. 이상적으로 환자는 류마티스내과 전문의와 심혈관외과 전문가를 포함하는 다학제 팀에 의해 관리된다. GCA나 다카야스 동맥염으로 인한 비감염성 대동맥염의 진단이 확정되면 경구 글루코코르티코이드 요법을 시작해야 한다. 흔히 메토트렉세이트나 아자티오프린 같은 보조 면역억제제를 스테로이드와 함께 사용하여 난치성 질환을 치료하거나 스테로이드로 인한 부작용을 최소화할 수 있다.
관리는 염증을 멈추고, 합병증을 치료하며, 재발을 방지하고 관리하는 우선적 목표가 있다.

## 예후
대동맥염은 치료하지 않으면 3단계로 구분된다. 첫 번째 단계는 피로감, 관절통, 미열과 같은 비특이적 증상이 있는 염증 이전 단계이다. 두 번째 단계에는 해당 부위의 촉진에 압통을 느끼며 이차적인 통증이 있는 혈관 염증이 나타난다. 마지막 세 번째 단계는 허혈의 증상과 사지의 통증을 보인다. 이 단계에서 팔다리는 차갑고 습해진다.